# Johan Ridderstierna
Johan Ridderstierna (före adlandet Heysig), döpt 15 januari 1654, död i maj 1695, var en svensk bibliograf och militär.
Johan Ridderstierna var son till badaren Hans Heysig från Tyskland. Redan som i student vid Uppsala universitet uppmärksammades han i lärda kretsar. Efter att en tid ha varit kanslist hos Ulrika Eleonora den äldre blev han bibliotekarie hos Magnus Gabriel De la Gardie 1680. 1681 utgav han den första svenska bokhandelskatalogen. Som informator för Erik Sparre vistades Ridderstierna 1681–1683 i England och höll bland annat föredrag i Royal Society. Efter hemkomsten tog han det överraskande steget att som volontär gå in vid Livgardet, enligt egna uppgifter av patriotiska skäl. Han avancerade till adjutant 1687 och adlades med namnet Ridderstierna 1689. 1693 begav han sig på en stor utlandsresa, men avled under resan. Av Ridderstiernas många planerade verk blev endast ett fåtal färdigställda. Av dem har två författarlexikon i handskrift bevarats, bland de äldsta svenska sådana som författats. Dessutom samlade och utgav Ridderstierna de uppskattande uttalanden, som kom Olof Rudbeck den äldres Atlantica till del från samtida lärde i tre volymer 1691–1692